# Yunus Şimşek
Yunus Şimşek (* 1. Oktober 1994 in Ünye) ist ein türkischer Fußballspieler.

## Karriere
Şimşek durchlief u. a. die Nachwuchsabteilung von Ünyespor, dem bekanntesten Verein seiner Heimatstadt. Im Mai 2012 erhielt er hier einen Profivertrag und kam in den verbleibenden zwei Spieltagen der Saison zu zwei Drittligaeinsätzen. Nachdem sein Verein am Saisonende den Klassenerhalt in der TFF 2. Lig verfehlte, spielte Kenanoğlu in der kommenden Saison mit seinem Verein in der TFF 3. Lig. Zum Ende der Spielzeit 2013/14 verfehlte er  mit seinem Klub auch in dieser Liga den Klassenerhalt und stieg mit seinem Verein in die Bölgesel Amatör Lig, die höchste türkische Amateurliga, ab.
Im Sommer 2014 wurde er von Orduspor, dem erfolgreichsten Verein seiner Heimatprovinz Ordu, verpflichtet.